# Polymixis argillaceago
Polymixis argillaceago is een vlinder uit de familie uilen (Noctuidae). De wetenschappelijke naam is voor het eerst geldig gepubliceerd in 1822 door Hübner.
De soort komt voor in Europa.